# Évolution des Pokémon
L'évolution est un des mécanismes les plus importants des jeux vidéo Pokémon et dans tout l'univers de fiction couvert par la franchise.
Pour un Pokémon, l'évolution consiste à changer de variété pour devenir plus puissant (les points de vie, de vitesse... augmentent). Elle peut avoir des conséquences sur le type, la possibilité d'apprendre des attaques... L'évolution est irréversible. Selon sa variété, un Pokémon évolue de zéro à deux fois. Toutefois, la plupart des Pokémon légendaires, qui n'évoluent pas, sont généralement encore plus puissants.

## Arrêter une évolution
Sur console portable, le joueur peut empêcher une évolution du Pokémon en appuyant sur B.
Si un Pokémon porte l'objet Pierre Stase, son évolution ne sera plus déclenchée à chaque montée de niveau. Il pourra apprendre de nouvelles compétences plus vite que s'il évolue.

## Après le niveau 100
Un Pokémon ayant atteint le niveau 100 avant d'évoluer ne pourra pas évoluer par la suite, sauf s'il évolue avec l'aide d'un échange ou d'une pierre évolutive, ou encore par l'exploitation d'un Bug ou d’un Hack
Depuis Pokémon Épée et Bouclier, un Pokémon au niveau 100 peut évoluer avec l'aide d'un Super Bonbon. Il n’augmentera pas de niveau, mais il pourra évoluer.

## Moyens d'évolution
L'évolution d'un Pokémon se fait par un moyen contraint. Ce n'est pas au joueur de choisir le moyen, il est déterminé par la variété de Pokémon considérée.

### Niveau
L'évolution par niveau est un mécanisme existant dans les jeux vidéo. Il est, d'une certaine manière, représenté dans la série (le Salamèche de Sacha évolue après un combat particulièrement intense).
Quand un Pokémon atteint un niveau d'expérience déterminé, il peut tenter d'évoluer. Par exemple, Miaouss évolue en Persian quand il atteint le niveau 28. La quantité de points d'expérience à obtenir pour arriver à un niveau donné dépend du Pokémon concerné, certains Pokémon (en général les plus faibles) évolueront donc plus vite que d'autres.
Le joueur peut empêcher son Pokémon d'évoluer, ce qui peut être utile car le Pokémon évolué doit souvent atteindre un niveau supérieur pour obtenir une même attaque, voire ne plus pouvoir apprendre une attaque qu'il apprendrait en restant au niveau inférieur d'évolution.

### Condition
Les générations suivantes introduisent des conditions à l'évolution par niveau. Un Pokémon ne peut évoluer que s'il atteint un certain niveau tout en ayant, par exemple, une statistique suffisamment élevée, en tenant un objet précis, ou en étant situé en un lieu précis. La condition peut aussi déterminer en quel Pokémon il évolue (Debugant a trois évolutions possibles, si sa défense est égale, supérieure ou inférieure à son attaque au moment de son évolution).
Ces conditions peuvent être amenées à évoluer en fonction de la version (le meilleur exemple étant Barpau, qui n'évolue sur Pokémon Rubis et Saphir, Pokémon Émeraude, Pokémon Diamant et Perle et Pokémon Platine qu'en maximisant la Beauté (statistique des concours Pokémon n'existant que dans ces jeux) ; sur Pokémon Noir et Blanc il suffit de tenir l'objet Bel'Écaille lors d'un échange pour le faire évoluer en Milobellus).

### Bonheur
Dans la deuxième génération, une des nouveautés est de rendre son Pokémon heureux pour le faire évoluer. Dès qu'il a atteint son bonheur maximum et qu'il monte d'un niveau en même temps, il peut évoluer. Un des exemples est Togepi qui évolue en Togetic dès qu'il est très heureux. Le Pokémon est heureux si vous voyagez avec lui dans votre équipe, si vous le faites combattre, si vous lui donnez des objets de soin ou des super bonbons, si vous lui donnez des poffins, si vous le faites participer à des concours et si vous le faites masser (plusieurs personnes dans différentes versions proposent des massages pour vos Pokémon). Par contre il faut éviter d'échanger votre Pokémon, ou de le mettre K.O. dans un combat car il serait moins heureux.

### Pierre d'évolution
Un Pokémon peut évoluer s'il est mis en contact avec une certaine pierre nommée « pierre d'évolution », aussi appelée « pierre évolutive ».
| Pierre        | Utilisée sur        | Évolue en          | Pierre        | Utilisée sur    | Évolue en       |
| ------------- | ------------------- | ------------------ | ------------- | --------------- | --------------- |
| Pierre Eau    | Têtarte             | Tartard            | Pierre Feu    | Goupix          | Feunard         |
| Pierre Eau    | Kokiyas             | Crustabri          | Pierre Feu    | Caninos         | Arcanin         |
| Pierre Eau    | Stari               | Staross            | Pierre Feu    | Caninos d'Hisui | Arcanin d'Hisui |
| Pierre Eau    | Évoli               | Aquali             | Pierre Feu    | Évoli           | Pyroli          |
| Pierre Eau    | Lombre              | Ludicolo           | Pierre Feu    | Flamajou        | Flamoutan       |
| Pierre Eau    | Flotajou            | Flotoutan          | Pierre Feu    | Pimito          | Scovilain       |
| Pierre Plante | Ortide              | Rafflésia          | Pierre Foudre | Pikachu         | Raichu          |
| Pierre Plante | Boustiflor          | Empiflor           | Pierre Foudre | Pikachu         | Raichu d'Alola  |
| Pierre Plante | Voltorbe d'Hisui    | Électrode d'Hisui  | Pierre Foudre | Évoli           | Voltali         |
| Pierre Plante | Nœunœuf             | Noadkoko           | Pierre Foudre | Magnéton        | Magnézone       |
| Pierre Plante | Nœunœuf             | Noadkoko d'Alola   | Pierre Foudre | Tarinor         | Tarinorme       |
| Pierre Plante | Évoli               | Phyllali           | Pierre Foudre | Lampéroie       | Ohmassacre      |
| Pierre Plante | Pifeuil             | Tengalice          | Pierre Foudre | Chrysapile      | Lucanon         |
| Pierre Plante | Feuillajou          | Feuiloutan         | Pierre Foudre | Têtampoule      | Ampibidou       |
| Pierre Soleil | Ortide              | Joliflor           | Pierre Lune   | Nidorina        | Nidoqueen       |
| Pierre Soleil | Tournegin           | Héliatronc         | Pierre Lune   | Nidorino        | Nidoking        |
| Pierre Soleil | Doudouvet           | Farfaduvet         | Pierre Lune   | Mélofée         | Mélodelfe       |
| Pierre Soleil | Chlorobule          | Fragilady          | Pierre Lune   | Rondoudou       | Grodoudou       |
| Pierre Soleil | Chlorobule          | Fragilady d'Hisui  | Pierre Lune   | Skitty          | Delcatty        |
| Pierre Soleil | Galvaran            | Iguolta            | Pierre Lune   | Munna           | Mushana         |
| Pierre Éclat  | Togetic             | Togekiss           | Pierre Nuit   | Cornèbre        | Corboss         |
| Pierre Éclat  | Rosélia             | Roserade           | Pierre Nuit   | Feuforêve       | Magirêve        |
| Pierre Éclat  | Chinchidou          | Pashmilla          | Pierre Nuit   | Mélancolux      | Lugularbre      |
| Pierre Éclat  | Floette             | Florges            | Pierre Nuit   | Dimoclès        | Exagide         |
| Pierre Glace  | Sabelette d'Alola   | Sablaireau d'Alola | Pierre Aube   | Kirlia          | Gallame         |
| Pierre Glace  | Goupix d'Alola      | Feunard d'Alola    | Pierre Aube   | Stalgamin       | Momartik        |
| Pierre Glace  | Évoli               | Givrali            |               |                 |                 |
| Pierre Glace  | Darumarond de Galar | Darumacho de Galar |               |                 |                 |
| Pierre Glace  | Crabagarre          | Crabominable       |               |                 |                 |
| Pierre Glace  | Piétacé             | Balbalèze          |               |                 |                 |

### Échange
Certains Pokémon évoluent quand ils sont échangés avec un autre Pokémon, lors d'un échange entre dresseurs.
Mais pour certains, il faut leur attribuer des objets ; Onix peut, par exemple, évoluer en Steelix grâce à peau métal si vous l'échangez.
Dans Pokémon Noir et Blanc, il existe deux Pokémon ne pouvant évoluer que lorsqu'ils sont échangés l'un contre l'autre : Carabing (qui devient Lançargot) et Escargaume (qui devient Limaspeed).

## Évolutions multiples
Dans la première génération de Pokémon, un seul Pokémon avait plusieurs évolutions possibles : Évoli, capable d'évoluer en sept Pokémon différents. Dans les générations suivantes, de nouveaux Pokémon dotés de jusqu'à trois évolutions différentes sont apparus (Debugant évolue en Kicklee, en Tygnon ou bien en Kapoera), Évoli gardant le record car son nombre d'évolutions est porté à huit : Givrali, Noctali, Pyroli, Aquali, Mentali, Voltali, Phyllali et Nymphali.

## Méga-Évolution
| Méga-évolution              | Méga-évolution |
| --------------------------- | --- |
| X et Y                      | Méga-Florizarre Méga-Dracaufeu X Méga-Dracaufeu Y Méga-Tortank Méga-Alakazam Méga-Ectoplasma Méga-Kangourex Méga-Scarabrute Méga-Léviator Méga-Ptéra Méga-Mewtwo X Méga-Mewtwo Y Méga-Pharamp Méga-Cizayox Méga-Scarhino Méga-Démolosse Méga-Tyranocif Méga-Braségali Méga-Gardevoir Méga-Mysdibule Méga-Galeking Méga-Charmina Méga-Élecsprint Méga-Branette Méga-Absol Méga-Latias Méga-Latios Méga-Carchacrok Méga-Lucario Méga-Blizzaroi |
| Rubis Oméga et Saphir Alpha | Méga-Dardargnan Méga-Roucarnage Méga-Flagadoss Méga-Steelix Méga-Jungko Méga-Laggron Méga-Ténéfix Méga-Sharpedo Méga-Camérupt Méga-Altaria Méga-Oniglali Méga-Drattak Méga-Métalosse Méga-Rayquaza Méga-Lockpin Méga-Gallame Méga-Nanméouïe Méga-Diancie |

Cette spécificité est apparue dans X et Y, les premiers jeux de sixième génération.
Un Pokémon méga-évolue lorsqu'il tient la Méga-Gemme qui lui est propre, et son dresseur une Gemme Sésame. Seul Rayquaza échappe à cette règle, devant à la place connaître Draco Ascension. Le dresseur déclenche sa Méga-Évolution via l'écran tactile, lors de la sélection de l'attaque. Cependant, la Méga-Évolution n'est que temporaire : le Méga-Pokémon redevient le Pokémon qu'il était à la fin du combat ou s'il est K.O.
En plus de changer de forme et de gagner au niveau statistiques, un Méga-Pokémon peut gagner un type supplémentaire. Ainsi, par exemple, Pharamp, qui est de type Électrik, devient de type Électrik et Dragon en Méga-Pharamp. Il peut aussi perdre un type. Galeking est de type Acier et Roche, mais Méga-Galeking est seulement de type Acier. On peut aussi simplement changer de type sans en ajouter ou perdre, comme avec Dracaufeu, de type Feu et Vol, Méga-Évoluant en Méga-Dracaufeu X de type Feu et Dragon.
Son talent change également souvent, comme Mewtwo (dont le talent est Pression) qui en méga-évoluant obtient ou le talent Insomnia (Méga-Mewtwo Y), ou le talent Impassible (Méga-Mewtwo X). Quelques Méga-Pokémon peuvent garder leur talent, comme Méga-Cizayox avec Technicien.
De plus, un Pokémon peut avoir plusieurs Méga-Évolutions différentes, comme c'est le cas pour Mewtwo et Dracaufeu. À la sortie de Pokémon X et Y, il a été annoncé qu'aucun Pokémon de la cinquième génération et de la sixième génération n'avait de Méga-Évolution. Pokémon Rubis Oméga et Saphir Alpha en voient donner une à Nanméouïe et à Diancie, contredisant les annonces précédentes.
Lorsqu'un Pokémon méga-évolue, il gagne 100 de total de statistiques de base. Alakazam est le seul à échapper à cette règle, avec 90 de supplément. Depuis la septième génération avec les jeux Soleil et Lune, Alakazam obtient 10 points en plus.
Un Pokémon qui méga-évolue a toujours un minimum de deux statistiques modifiées mais ne dépasse jamais le seuil de cinq statistiques modifiées car la statistique des PV ne change jamais au cours d'une Méga-Évolution.

## Primo-Résurgence
Cette spécificité est apparue dans Rubis Oméga et Saphir Alpha, le remake de la troisième génération.
C'est le même principe que la méga-évolution, mais concernent uniquement Kyogre et Groudon. Avec une gemme le Pokémon peut prendre sa forme authentique et voir ses statistiques augmentées.
Une troisième Primo-résurgence concerne Rayquaza après l'épisode Delta, qui permet à Rayquaza de se transformer en Méga-Rayquaza s'il possède la capacité Draco Ascension (lui faire oublier cette capacité annule la méga-évolution.)
La primo-résurgence s'active automatiquement lors du début combat et provient uniquement du Pokémon sans l'aide de son dresseur.

## Phénomène Dynamax
Le Dynamax est un phénomène qui 
Permet à tous les pokemons de Dynamaxer. Le Dynamax fait gagner aux Pokémon un puissance considérable. ainsi que de les faire devenir gigantesque, le Dynamax double les PV de tous les Pokémon sauf Munja. Les attaques du Pokémon deviennent alors des capacités Dynamax, attaques surpuissantes qui ont pour effet de changer le terrain ou la météo selon le type de l’attaque.